# Karsten Timmermann

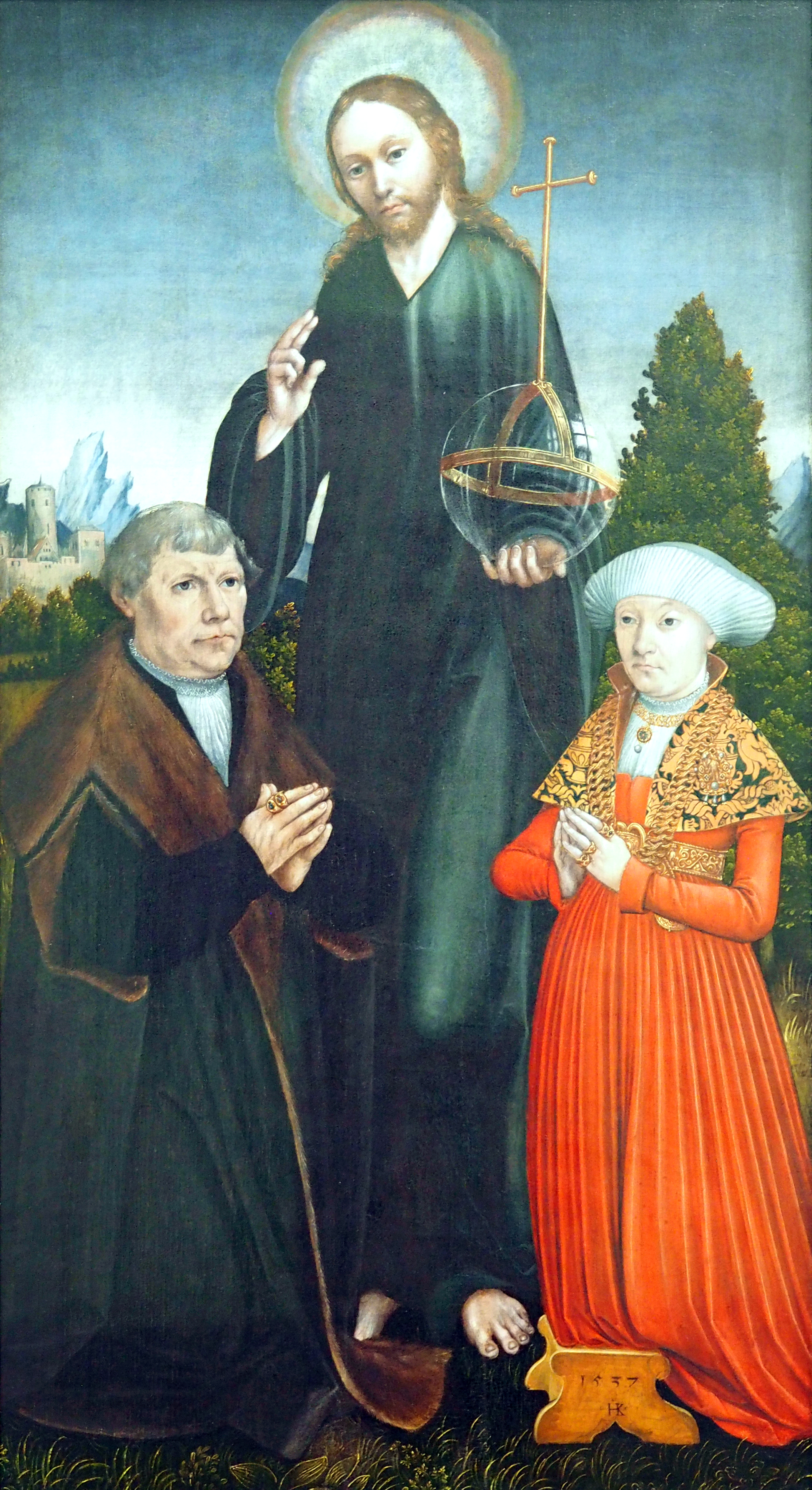
Das Ehepaar Elisabeth und Carsten Timmermann knien vor Jesus als Salvator mundi

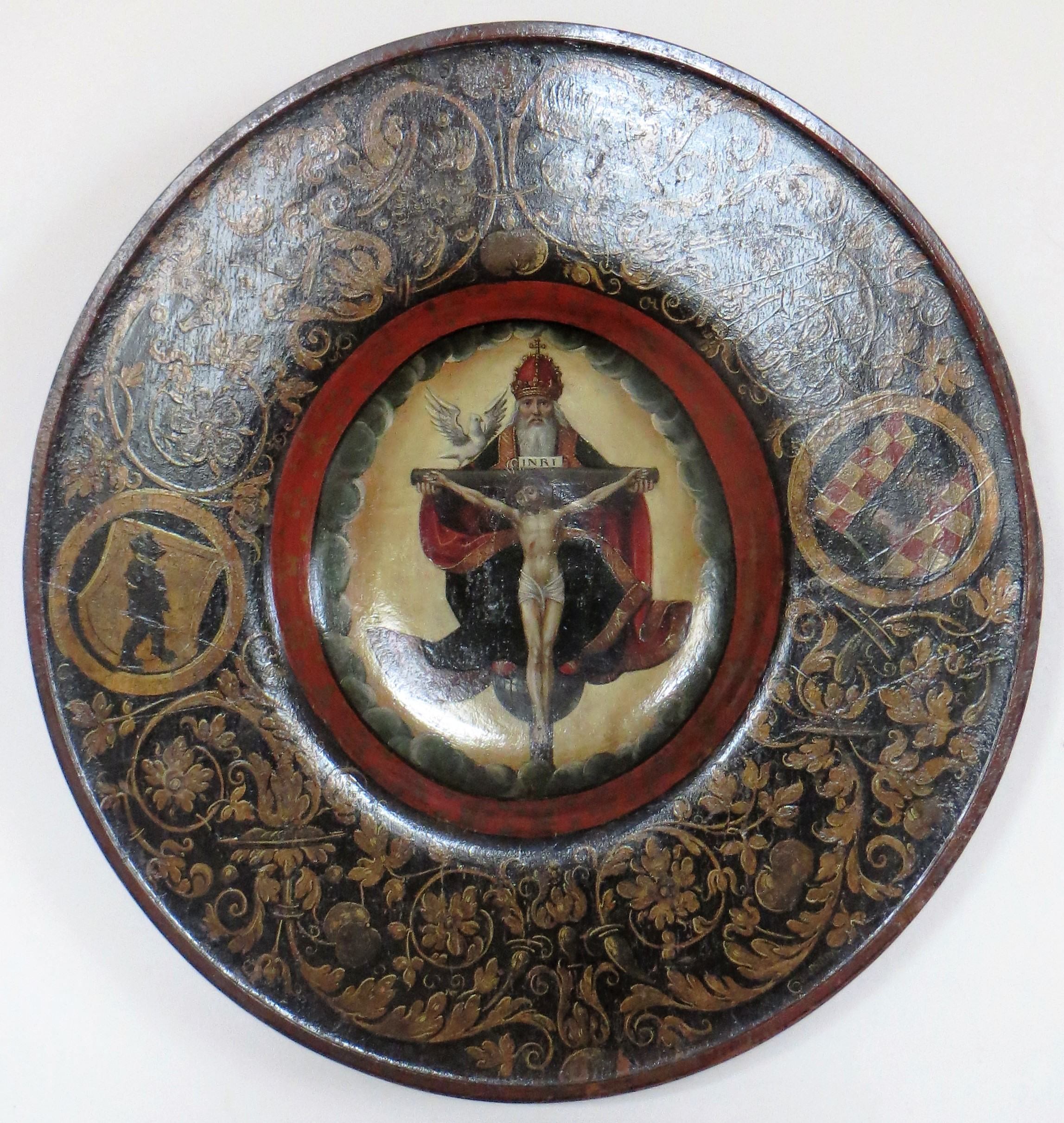
Hochzeitsteller für Anne Timmermann

Karsten Timmermann (* in Hamburg; † 9. Juni 1542 in Lübeck) war ein Kaufmann und Ratsherr der Hansestadt Lübeck.

## Leben
Karsten Timmermann stammte aus Hamburg. Durch seine Ehe mit Elisabeth (Telse) Kruselmann († 1576) gehörte er zum Lübecker Patriziat. Ihr Vater, der Schwedenkaufmann Bernd Kruselmann († 1529), war Mitglied der Antoniusbruderschaft und gehörte Anfang der 1520er Jahre mit Harmen Israhel  zu den wichtigsten Geldgebern für Gustav Vasa. Ihr Großvater mütterlicherseits war der Lübecker Bürgermeister Dietrich Basedow.
Er war als Lübecker Bürger Mitglied des Bürgerausschusses der 64. Am 27. April 1531 gelangte er bei einer durch Jürgen Wullenwever imitierten Vergrößerung des Rats als einer von sieben „Zettelherren“ aus dem Ausschuss in den Lübecker Rat. Anfang des Jahres 1533 trat er wieder aus dem Rat aus. Nach Beendigung der Wullenwever-Zeit wurde er am 21. September 1535 erneut, diesmal durch die nach Lübschem Recht vorgesehene Zuwahl, in den Rat erwählt, dem er bis zu seinem Tod 1542 angehörte.
Er bewohnte in Lübeck das 1535 erworbene Hausgrundstück Breite Straße 27.

## Familie
Telse und Karten Timmermann hatten mindestens zwei Kinder, den Sohn Carsten Timmermann und die Tochter Anne, den Ratsherrn Anton Holtscho heiratete.
Telse heiratete nach Timmermanns Tod 1543 den aus Parchim gebürtigen Fernkaufmann Johannes Gransin (Grentzin) († 1586) und wurde zur Vorfahrin von Lenin. Auf der 1580 fertiggestellten Kanzel der St.-Georgenkirche in Parchim, die Gransin stiftete, ist sie mit ihm zusammen dargestellt. Der Lübecker Ratsherr Gerhard Grentzin ist ihr Sohn.

## Gemälde
1537, im selben Jahr, als Telse und Karten Timmermann ein totgeborenes Kind beerdigen ließen, ließen sie sich von Hans Kemmer ein Andachtsbild malen, auf dem sie vor dem Salvator mundi knien. Das mit HK signierte Gemälde, das zwischenzeitlich auch Hans Krell zugeschrieben wurde, gelangte vermutlich 1679 nach Hannover in die Sammlung von Johann Friedrich von Braunschweig-Calenberg und befindet sich seit 1925 im Niedersächsischen Landesmuseum Hannover. Die Identifikation des dargestellten Paares gelang Christoph Emmendörffer 1997 anhand des auf zwei Schmuckstücken der abgebildeten Frau dargestellten Timmermannschen Wappen mit dem stehenden Bären.
Als ihre Tochter Anne 1540 den Ratsherrn Anton Holtscho heiratete, schenkten ihr die Eltern einen von Kemmer mit dem Gnadenstuhl bemalten Hochzeitsteller, auf dem Timmermanns Wappen, ein schreitender Bär, dargestellt ist. Er befindet sich heute im Schloss Güstrow, der Außenstelle des Museums Schwerin.